# Sátão
Sátão es un municipio portugués del distrito de Viseu, região Centro e comunidad intermunicipal de Viseu Dão-Lafões, con cerca de 3700 habitantes.

## Geografía
Es sede de un municipio con 198,40 km² de área y 11 030 habitantes (2021), subdividido en nueve freguesias. El municipio está limitado al norte por los municipios de Moimenta da Beira y Sernancelhe, al este por Aguiar da Beira, al sur por Penalva do Castelo, al oeste por Viseu y al noroeste por Vila Nova de Paiva.

## Historia
El municipio de Sátão recibió los fueros en el año 1111.

## Demografía
| Gráfica de evolución demográfica de Sátão entre 1864 y 2021 |
|                                                             |
| Datos según el nomenclátor publicado por el INE portugués.  |

## Organización territorial
El municipio de Sátão está formado por nueve freguesias:
- Águas Boas e Forles
- Avelal
- Ferreira de Aves
- Mioma
- Rio de Moinhos
- Romãs, Decermilo e Vila Longa
- São Miguel de Vila Boa
- Sátão
- Silvã de Cima